# Villa Hoffmannshöhe
Die Villa Hoffmannshöhe in Wildeshausen, Huntetor 8, östlich vor der Stadt, stammt von 1841. Heute (2023) wird sie als Gesundheitszentrum und zum Wohnen genutzt.
Gebäude, Remise und Park stehen unter Denkmalschutz.

## Geschichte
Die eingeschossige neunachsige verputzte klassizistische Villa von 1841 mit Krüppelwalmdach, dem zweigeschossigen dreiachsigen Mittelrisalit, den toskanischen Pilastern und eingefasst von Lisenen wurde für den Vermessungsinspekteur Christian Ludwig Hoffmann (1794–1861), wahrscheinlich nach seinen Plänen, auf einem parkartigen, weitläufigen Gartengrundstück gebaut. Eine Freitreppe führt zur rückwärtigen Terrasse. Im rechten Winkel zur Villa steht ein Wirtschaftsgebäude als eingeschossige Remise mit Walmdach aus derselben Zeit, mit vier segmentbogigen Toren, die jedoch aus den 1930er (evtl. 1950er) Jahren stammen. Die Villa war das erste Wohnhaus vor den Toren der Stadt. Hoffmann war u. a. 1836 leitender Geometer für die Landesvermessung in den Ämtern im Großherzogtum Oldenburg.
Die Landesdenkmalpflege befand: „... geschichtliche Bedeutung ... mit Beispielwert für den Bautypus ...“.